# Liste des sites classés et inscrits des Hautes-Pyrénées

Localisation des Hautes-Pyrénées (en rouge) en France.

Cet article recense les sites classés et inscrits des Hautes-Pyrénées, en France.

## Liste

### Sites classés
La liste suivante recense les sites classés des Hautes-Pyrénées.
Les sites peuvent être classés suivant un ou plusieurs critères : artistique, pittoresque, scientifique, historique, légendaire (ou tout critère).
| Site                                                 | Communes                                                                           | Date             | Superficie (ha) | Critères et notes | Coordonnées                 | Photo |
| ---------------------------------------------------- | ---------------------------------------------------------------------------------- | ---------------- | --------------- | --- | --------------------------- | ----- |
| Site de l'Oule-Pichaley et ses abords                | Aragnouet, Aspin-Aure, Bagnères-de-Bigorre, Campan, Saint-Lary-Soulan, Vielle-Aure | 16 mars 1981     | 4 132,3         | Pittoresque | 42° 51′ 14″ N, 0° 10′ 55″ E |       |
| Abords du col d'Aspin                                | Aspin-Aure                                                                         | 2 janvier 1942   | 77,96           | Artistique | 42° 56′ 32″ N, 0° 19′ 39″ E |       |
| Pic du Midi de Bigorre et ses abords                 | Bagnères-de-Bigorre, Beaucens, Campan                                              | 7 novembre 2003  | 4 940,22        | Pittoresque et scientifique Le classement abroge ceux des abords du col du Tourmalet (28 octobre 1942) et de la cascade du Garet (12 février 1929). | 42° 55′ 37″ N, 0° 09′ 06″ E |       |
| Vallon de Salut et du Bédat                          | Bagnères-de-Bigorre                                                                | 20 décembre 2007 | 238,93          | Historique et pittoresque | 43° 03′ 31″ N, 0° 08′ 28″ E |       |
| Bassin du Bastan en amont du pont de la Glère        | Betpouey, Sers                                                                     | 25 avril 1932    | 5 754,07        | Artistique | 42° 53′ 18″ N, 0° 06′ 36″ E |       |
| Parcelle de terrain comprenant la collégiale         | Castelnau-Magnoac                                                                  | 25 mai 1944      | 0,08            | Artistique La collégiale est inscrite au titre des monuments historiques. | 43° 17′ 42″ N, 0° 30′ 25″ E |       |
| Bassin du gave de Cauterets                          | Cauterets                                                                          | 28 juillet 1928  | 13 527,18       | Artistique Le classement comprend les vallées des gaves de Lutour, de Gaube, de Jéret, du Macadau et du Cambasque. | 42° 49′ 44″ N, 0° 09′ 17″ O |       |
| Gouffre d'Esparros                                   | Esparros                                                                           | 30 octobre 1987  | 43,59           | Pittoresque et scientifique La protection est complétée par un arrêté du 4 mai 1999 fixant que la galerie des Aragonites doit être conservée en l'état et ne peut faire l'objet d'aucun aménagement, même partiel.                                                                                       | 43° 01′ 58″ N, 0° 19′ 52″ E |       |
| Cirque de Gavarnie et cirques et vallées avoisinants | Gavarnie-Gèdre                                                                     | 21 avril 1997    | 19 172,81       | Pittoresque et scientifique L'arrêté de classement abroge un classement de 1941 concernant des terrains publics des communes de Gavarnie et Gèdre. | 42° 45′ 57″ N, 0° 00′ 18″ E |       |
| Haute-vallée du Louron                               | Génos, Loudenvielle                                                                | 14 janvier 1998  | 5 370,5         | Pittoresque et scientifique | 42° 44′ 32″ N, 0° 25′ 27″ E |       |
| Ormeau sur la place devant l'église                  | Loudenvielle                                                                       | 5 mai 1924       | 0,02            | Artistique L'ormeau a été abattu en 1942, mais le classement n'est pas abrogé. | 42° 47′ 43″ N, 0° 24′ 45″ E |       |
| Abords du col de Peyresourde                         | Loudervielle                                                                       | 10 décembre 1942 | 25,88           | Tout critère | 42° 48′ 03″ N, 0° 27′ 31″ E |       |
| Bloc erratique de Peyre-Crabère                      | Lourdes, Poueyferré                                                                | 6 avril 1943     | 0               | Tout critère | 43° 06′ 34″ N, 0° 04′ 12″ O |       |
| Platane devant l'école élémentaire Honoré-Auzon      | Lourdes                                                                            | 25 août 1937     | 0,02            | Tout critère Arbre planté en 1818. | 43° 05′ 50″ N, 0° 02′ 38″ O |       |
| Allées de chênes de Garaison                         | Monléon-Magnoac                                                                    | 22 février 1923  | 4,38            | Artistique La protection concerne les trois allées qui conduisent au sanctuaire de Notre-Dame de Garaison. | 43° 12′ 19″ N, 0° 29′ 38″ E |       |
| Vallée du Rioumajou                                  | Saint-Lary-Soulan                                                                  | 4 juillet 1979   | 6 505,81        | Pittoresque | 42° 45′ 35″ N, 0° 18′ 35″ E |       |
| Site de Saint-Bertrand-de-Comminges et de Valcabrère | Sarp                                                                               | 29 mars 2010     | 537,09          | Historique et pittoresque Le site est principalement situé sur le département voisin de la Haute-Garonne. Seule une petite partie se situe sur la commune de Sarp dans les Hautes-Pyrénées. | 43° 01′ 34″ N, 0° 34′ 33″ E |       |
| Château et son parc                                  | Tostat                                                                             | 20 juin 1973     | 25,76           | Tout critère | 43° 19′ 31″ N, 0° 05′ 45″ E |       |
| Vallon d'Estibère                                    | Vielle-Aure                                                                        | 20 décembre 1951 | 1 071,88        | Tout critère Le vallon d'Estibère fait partie, lors du classement, d'une réserve naturelle créée en 1935 et gérée alors par la Société nationale d'acclimatation. Elle devient la réserve naturelle nationale du Néouvielle en 1968. Le classement du site d'Estibère est toutefois toujours en vigueur. | 42° 50′ 51″ N, 0° 11′ 06″ E |       |

### Sites inscrits

#### Sites actuels
La liste suivante recense les sites inscrits des Hautes-Pyrénées en 2024.
| Site                                                                                 | Communes                              | Date             | Superficie (ha) | Critères et notes                                                                             | Coordonnées                 | Photo |
| ------------------------------------------------------------------------------------ | ------------------------------------- | ---------------- | --------------- | --------------------------------------------------------------------------------------------- | --------------------------- | ----- |
| Tour de Vidalos et colline qu'elle surmonte                                          | Agos-Vidalos                          | 13 juin 1933     | 2,85            |                                                                                               | 43° 01′ 45″ N, 0° 04′ 38″ O |       |
| Ruines du château féodal et mamelon boisé qu'elles dominent                          | Les Angles                            | 6 avril 1943     | 5,67            |                                                                                               | 43° 05′ 01″ N, 0° 00′ 34″ E |       |
| Butte du château du Prince Noir                                                      | Arcizans-Avant                        | 29 janvier 1944  | 3,26            |                                                                                               | 42° 59′ 21″ N, 0° 06′ 28″ O |       |
| Pierres du Balandrau                                                                 | Argelès-Gazost                        | 11 mai 1942      | 1,01            |                                                                                               | 43° 00′ 56″ N, 0° 06′ 00″ O |       |
| Castelnau d'Azun                                                                     | Arras-en-Lavedan                      | 11 mai 1942      | 0,1             |                                                                                               | 42° 59′ 35″ N, 0° 07′ 44″ O |       |
| Château et parc du Mousquetaire                                                      | Artagnan                              | 14 juillet 1944  | 1,63            |                                                                                               | 43° 24′ 19″ N, 0° 04′ 47″ E |       |
| Allée Maintenon                                                                      | Bagnères-de-Bigorre                   | 11 mai 1942      | 0,9             |                                                                                               | 43° 03′ 32″ N, 0° 09′ 08″ E |       |
| Vallée de Lesponne                                                                   | Bagnères-de-Bigorre, Beaudéan, Campan | 10 février 1977  | 1 807,87        |                                                                                               | 43° 00′ 09″ N, 0° 07′ 48″ E |       |
| Vallon de Salut et versant est du Monné avec les allées Dramatiques                  | Bagnères-de-Bigorre                   | 14 novembre 1949 | 182,41          |                                                                                               | 43° 02′ 52″ N, 0° 08′ 21″ E |       |
| Blocs erratiques de Peyre Mayou                                                      | Bazus-Aure                            | 11 mai 1942      | 0,63            |                                                                                               | 42° 51′ 35″ N, 0° 20′ 46″ E |       |
| Abords de l'église et butte de Buala                                                 | Beaudéan                              | 21 juin 1947     | 5,01            | L'église est classée au titre des monuments historiques.                                      | 43° 01′ 42″ N, 0° 09′ 56″ E |       |
| Église et cimetière                                                                  | Bramevaque                            | 6 avril 1943     | 0,04            | L'église est inscrite au titre des monuments historiques.                                     | 42° 58′ 41″ N, 0° 34′ 26″ E |       |
| Ruines du château féodal et butte sur laquelle elles s'élèvent                       | Bramevaque                            | 30 mars 1943     | 0,69            | Le château est inscrit au titre des monuments historiques.                                    | 42° 58′ 34″ N, 0° 34′ 26″ E |       |
| Place de la Halle, façades, toitures (église, maisons la bordant et du haut-village) | Campan                                | 24 février 1944  | 0,54            | La halle est classée au titre des monuments historiques.                                      | 43° 01′ 00″ N, 0° 10′ 37″ E |       |
| Vallée de Campan                                                                     | Campan                                | 21 novembre 1977 | 1 370,39        |                                                                                               | 42° 59′ 39″ N, 0° 11′ 58″ E |       |
| Butte de la Tour et ses abords                                                       | Castelnau-Magnoac                     | 25 mai 1944      | 0,23            |                                                                                               | 43° 17′ 47″ N, 0° 30′ 28″ E |       |
| Piton rocheux et ruines du château Jalou                                             | Geu                                   | 29 janvier 1944  | 6,01            |                                                                                               | 43° 02′ 45″ N, 0° 02′ 54″ O |       |
| Vallée de la Neste, pont, moulins, butte du hameau d'Hèchettes, tour à signaux       | Hèches                                | 18 décembre 1947 | 3,46            |                                                                                               | 43° 01′ 06″ N, 0° 22′ 39″ E |       |
| Crête, blocs erratiques et gouffre du Béout                                          | Lourdes, Omex, Ossen, Ségus           | 17 janvier 1944  | 222,75          |                                                                                               | 43° 05′ 08″ N, 0° 03′ 58″ O |       |
| Grotte du Loup et zone de terrain                                                    | Lourdes                               | 29 novembre 1937 | 3,14            | La protection concerne un rayon de 100 m autour de l'entrée des grottes.                      | 43° 05′ 47″ N, 0° 04′ 03″ O |       |
| Grotte du Roy et zone de terrain                                                     | Lourdes                               | 9 décembre 1937  | 2               | La protection concerne un rayon de 100 m autour de l'entrée des grottes.                      | 43° 05′ 39″ N, 0° 04′ 34″ O |       |
| Lac de Lourdes et ses rives                                                          | Lourdes, Poueyferré                   | 14 janvier 1944  | 95,82           |                                                                                               | 43° 06′ 30″ N, 0° 05′ 07″ O |       |
| Gouffre de la Saoule, parois, cascade, pont, plan d'eau de l'Ourse et abords         | Mauléon-Barousse, Ourde               | 19 juillet 1943  | 2,48            |                                                                                               | 42° 57′ 24″ N, 0° 33′ 34″ E |       |
| Tour féodale, Ourse et ses rives                                                     | Mauléon-Barousse                      | 30 juillet 1943  | 0,73            |                                                                                               | 42° 57′ 36″ N, 0° 34′ 05″ E |       |
| Ruines du château de Montoussé et leurs abords                                       | Montoussé                             | 5 juillet 1977   | 44,77           |                                                                                               | 43° 03′ 42″ N, 0° 24′ 36″ E |       |
| Église Saint-Martin et cimetière                                                     | Ourde                                 | 26 août 1943     | 0,05            | L'église est classée au titre des monuments historiques.                                      | 42° 57′ 31″ N, 0° 33′ 24″ E |       |
| Belvédère de Notre-Dame de Piétat                                                    | Saint-Savin                           | 13 décembre 1943 | 2,2             | La chapelle, comprise dans la zone inscrite, est inscrite au titre des monuments historiques. | 42° 58′ 32″ N, 0° 05′ 09″ O |       |
| Bourg de Saint-Savin et place du Castet                                              | Saint-Savin                           | 23 mai 1943      | 6,2             |                                                                                               | 42° 58′ 54″ N, 0° 05′ 31″ O |       |
| Parc de l'établissement thermal                                                      | Siradan                               | 3 septembre 1943 | 3,16            |                                                                                               | 42° 58′ 07″ N, 0° 36′ 56″ E |       |
| Maisons de Sallenave, place du Corps-Franc-Pommies                                   | Vic-en-Bigorre                        | 14 février 1944  | 0,03            |                                                                                               | 43° 23′ 12″ N, 0° 03′ 18″ E |       |
| Promenade des Acacias                                                                | Vic-en-Bigorre                        | 16 décembre 1947 | 1,7             |                                                                                               | 43° 22′ 58″ N, 0° 02′ 45″ E |       |

#### Anciens sites
Trois sites, précédemment inscrits, ont été radiés en 2022, requalifiés en sites patrimoniaux remarquables :
- Bagnères-de-Bigorre : vieux Bagnères (inscrit le 20 décembre 1976)
- Saint-Pé-de-Bigorre :
  - Église, place et couverts et leurs abords (7 juillet 1943)
  - Bosquet, rocher et étang de Rieulhes (15 octobre 1945)